# Plantago crypsoides
Plantago crypsoides är en grobladsväxtart som beskrevs av Pierre Edmond Boissier. Plantago crypsoides ingår i släktet kämpar, och familjen grobladsväxter. Inga underarter finns listade i Catalogue of Life.